# Ассистентка (фильм, 2006)
«Ассисте́нтка» (фр. La Tourneuse de pages — «Переворачивающая страницы») — художественный фильм режиссёра Дени Деркура. Фильм демонстрировался 19 мая 2006 года на Каннском кинофестивале в программе «Особый взгляд».

## Сюжет
Десятилетняя дочь провинциального мясника Мелани Пруво — талантливая пианистка с большими перспективами. Во время приёмного экзамена в консерваторию она проваливается и считает виновной в этом известную пианистку Ариану Фушекур, которая была председателем жюри. Дело в том, что во время выступления Мелани к Фушекур подошла поклонница, чтобы взять автограф. Мелани сбилась и не смогла нормально закончить пьесу. После этого случая Мелани бросает занятия музыкой.
Через десять лет Мелани устраивается стажёром в юридическую фирму, где её начальником является муж Арианы Жан Фушекур.
Скромная и спокойная Мелани входит в доверие к семье Фушекур и по просьбе Арианы становится её ассистенткой, в задачи которой входит переворачивание страниц на концертах. Поскольку эта миссия очень ответственна, пианист должен всецело доверять ассистенту. Фушекур играет в трио на рояле, и скоро должен состояться концерт, который решит судьбу этого трио. Со временем Ариана понимает, что влюбилась в Мелани, и сознание этого очень беспокоит её не только с моральной, но и с материальной стороны, поскольку всё, что она имеет, принадлежит мужу. Однако она отвергает предложение сменить ассистентку.
Помимо репетиций с мадам Фушекур Мелани делает работу по дому и занимается с её сыном Тристаном, которому советует сделать сюрприз родителям — подготовить для них пьесу любимого композитора родителей — Баха, но заставляет репетировать его в неестественно быстром темпе, советуя для получения результата сильнее нажимать на клавиши и напрягать руку. В результате таких репетиций у Тристана происходит перенапряжение суставов, и кисти рук начинают сильно болеть при игре на фортепиано.
На ответственный концерт, к которому готовилась Ариана, Мелани не явилась. Из-за провала трио закрывают. Но после концерта Мелани извиняется и Ариана прощает её. Дома Мелани просит у Арианы автограф, и та пишет ей любовное письмо на обороте своей фотографии. Мелани покидает дом Фушекур, подложив фотографию так, что её находит муж Арианы.
Таким образом, за провал на экзамене десятилетней давности Мелани отомстила Ариане, лишив её работы, внеся разлад в семью и разрушив будущую музыкальную карьеру сына.

## В ролях
| Актёр            | Роль                   |
| ---------------- | ---------------------- |
| Дебора Франсуа   | Мелани Пруво           |
| Катрин Фро       | Ариана Фушекур         |
| Паскаль Греггори | Жан Фушекур            |
| Ксавье де Гийбон | Лоран                  |
| Кристин Ситти    | мадам Пруво            |
| Жак Боннаффе     | мсье Пруво             |
| Клотильда Молле  | Вирджиния              |
| Мартин Шевалье   | Джеки                  |
| Андре Маркон     | Веркер                 |
| Мишель Эрну      | Моник                  |
| Франсуа Гийом    | врач                   |
| Антуан Мартиньо  | Тристан                |
| Жюли Ришале      | Мелани Пруво в детстве |